# Promonotus orthocirrus
Promonotus orthocirrus är en plattmaskart som beskrevs av Tor Karling 1966. Promonotus orthocirrus ingår i släktet Promonotus och familjen Monocelididae. Inga underarter finns listade i Catalogue of Life.